# Ixodiphagus godens
Ixodiphagus godens ist eine Erzwespe der Gattung Ixodiphagus in der Familie Encyrtidae. Der Hyperparasit legt seine Eier in die Larven und Nymphen eines oder mehrerer noch unbekannter Zeckenwirte. Die schlüpfenden Larven ernähren sich als Parasitoide von ihrem Wirt. Ixodiphagus godens ist bisher nur in Costa Rica vorgefunden worden.

## Beschreibung
Von Ixodiphagus godens sind bislang nur die Weibchen bekannt. Sie sind kleine, dunkel gefärbte Wespen, deren äußere Erscheinung anderen Erzwespen entspricht, und die dabei einen kräftigen und leicht abgeflachten Körperbau aufweisen. Die Farbe von Kopf und Körper ist dunkelbraun, der Kopf mit einem metallischen Schimmer und grünlich-blauen und purpurnen Reflexionen. Thorax und Gaster sind ein wenig heller und schimmern weniger stark metallisch. Die Körperlänge beträgt zwischen 0.9 und 1,3 Millimeter. Die Flügelspannweite liegt deutlich unter zwei Millimeter und die vorderen Flügel sind mindestens 2,3 mal so lang wie breit. Sie sind an der Basis durchscheinend, ansonsten teilweise dunkel und undurchsichtig.
Der Kopf ist oben abgeflacht und etwa 2,6 mal so breit wie der vordere Vertex, mit einem Besatz mit borstenartigen Setae, die sich in auffälligen Vertiefungen befinden. Die drei Ocelli auf dem Kopf bilden vorne einen Winkel von etwa 85 Grad. Der Abstand der hinteren Ocellen zu den Rändern der Komplexaugen ist deutlich geringer als ihr eigener Durchmesser. Vorne am Kopf befinden sich zwei nahe beieinander liegende überwiegend braune Antennen. Deren Scapus ist kurz und eher kräftig und ist teilweise orange gefärbt. Auf ihn folgt der Pedicellus und ein in sechs Glieder geteilter Funiculus. Das erste Flagellomer des Funiculus ist etwa so lang wie breit. Die ersten vier Flagellomere weisen keine längsgerichteten Sensillen auf, nur das fünfte und sechsten Flagellomer. Der Clavus ist zweigliedrig, was wichtig zur Unterscheidung von Ixodiphagus hookeri ist.
Das Scutellum ist konvex und hat auf der Oberfläche leichte Vertiefungen mit Behaarung. Der hintere Rand des Hypopygiums ist leicht konvex, in der Mitte weist es eine leichte U-förmige Einbuchtung auf und wenige dünne Setae auf. Die Beine haben dunkelbraune Coxen und Femora, die Tibien sind heller und können blass orangebraun gefärbt sein. Zu den Gliedern der Tarsen mit jeweils apikal braunen und distal orangefarbenen Enden findet eine Aufhellung statt, die vorderen Gliedmaßen sind insgesamt heller als die hinteren.
Ixodiphagus godens ähnelt der Art Ixodiphagus hookeri. Von dieser unterscheidet sie sich durch den zweigliedrigen Clavus. Die hinteren Ocellen sind von den Rändern der Komplexaugen deutlich weniger als ihr eigener Durchmesser entfernt. Bei Ixodiphagus hookeri ist der Clavus dreigliedrig und die hinteren Ocelli sind weiter als ihr eigener Durchmesser von den Rändern der Komplexaugen entfernt.

## Lebensweise
Alle Arten der Gattung Ixodiphagus sind Parasitoide. Sie legen ihre Eier in Larven oder Nymphen verschiedener Arten von Zecken ab, die ihren Larven als Nahrung dienen. Der Zeckenwirt von Ixodiphagus godens ist noch nicht bekannt.

## Verbreitung
Ixodiphagus godens ist bisher nur in Costa Rica nachgewiesen worden. Der Typenfundort ist das Biologische Reservat Hitoy Cerere in der Provinz Limón (9° 39′ 1,1″ N, 83° 6′ 33,1″ W). Die 21 Paratypen stammen aus den Provinzen Heredia, Limón und Puntarenas. Neben Ixodiphagus godens kommen in Costa Rica fünf weitere Arten der Gattung Ixodiphagus vor. Ixodiphagus texanus ist schon 1907 beschrieben worden, die vier anderen wurden 2010 mit Ixodiphagus godens beschrieben.

## Systematik und Taxonomie
Ixodiphagus godens ist eine von 15 Arten der Gattung Ixodiphagus Howard, 1907 in der monotypischen Tribus Ixodiphagini Howard, 1908. Diese gehört zur Familie Encyrtidae, eine Familie der Erzwespen, deren Arten fast ausnahmslos Parasiten von Insekten, Spinnen, Milben oder Zecken sind. Die Ixodiphagini sind darunter die einzigen Zeckenparasiten.
Die Erstbeschreibung erfolgte 2010 durch den walisischen Entomologen John S. Noyes vom Natural History Museum in London. Noyes behandelte im dritten Band seiner Darstellung der Encyrtidae von Costa Rica die Unterfamilie Encyrtinae mit den Ixodiphagini und anderen Triben. Der Holotyp befindet sich in der Sammlung des Instituto Nacional de Biodiversidad (INBio) in Costa Rica.